# Guido Luca Ferrero
Guido Luca Ferrero (Turim, 18 de maio de 1537 - Roma, 16 de maio de 1585) foi um cardeal do século XVII

## Biografia
Nasceu em Turim em 18 de maio de 1537. De uma família nobre. Filho de Sebastiano Ferrero, signore de Casalvolone, Ponzana e Villata, e Maddalena Borromeo, filha de Federico Borromeo, 6º conde de Arona. Sobrinho-neto dos Cardeais Gianstefano Ferrero (1500); e Bonifacio Ferrero (1517). Sobrinho dos Cardeais Filiberto Ferrero (1549); e Pier Francesco Ferrero (1561). Primo do Cardeal Carlo Borromeo (1560). Outro membro da família foi o cardeal Antonio Ferrero (1505). Seu primeiro nome também está listado apenas como Guido.
Estudou com seu tio, o cardeal Pier Francesco Ferrero; escreveu em latim e grego com gradissima facilità..
Prelado doméstico de Sua Santidade, 1559, Referendário dos Tribunais da Assinatura Apostólica da Justiça e da Graça, 1559. Abade comendador de S. Michele della Chiusa, 1560; de S. Stefano di Ivrea, 1560-1570; de S. Stefano della Cittadella di Vercelli, 1560; de S. Maria di Contignano até 1580..
Eleito bispo de Vercelli em 2 de março de 1562. Consagrado em 19 de agosto de 1562 (nenhuma informação adicional encontrada). Núncio em Veneza, 1564..
Criado cardeal diácono no consistório de 12 de março de 1565. Participou do conclave de 1565-1566, que elegeu o Papa Pio V; ele deixou o conclave por causa de doença. Recebeu o chapéu vermelho e a diaconia de S. Eufemia, título pro illa vice declarado diaconia, 8 de fevereiro de 1566. Optou pela diaconia de Ss. Vito e Modesto, 6 de março de 1566. Participou do conclave de 1572, que elegeu o Papa Gregório XIII. Renunciou ao governo da diocese antes de 17 de outubro de 1572. Governador de Spoleto, 1572-1578. Prior de S. Maria di Pellionex, 1572. Abade commendatariode Nonantola, 1572-1582; de S. Pietro di Muleggio, 1574-1582; de S. Giusto di Susa, 1575; de S. Maria di Pinerolo, 1580. Reitor de S. Martino degli Umiliati, Vercelli, 1575. Legado em Romagna, 25 de outubro de 1581. Governador de Faenza, ca. 1583. Participou do conclave de 1585, que elegeu o Papa Sisto V..
Morreu em Roma em 16 de maio de 1585. Enterrado na basílica patriarcal da Libéria, Roma..